# Pilgramsreuth (Rehau)
Pilgramsreuth  ist ein Gemeindeteil der Stadt Rehau im Landkreis Hof (Oberfranken, Bayern).

## Geographie
Das Pfarrdorf Pilgramsreuth liegt auf einer Rodungsinsel am nördlichen Abhang des Großen Kornbergs etwa drei Kilometer südlich von Rehau. Nördlich davon liegen der Weiler Wüstenbrunn und die Nachbardörfer Degenreuth und Fohrenreuth.

## Geschichte
Die erste urkundliche Erwähnung erfolgte Mitte des 14. Jahrhunderts. Besitzer war die Familie von Hirschberg, später kamen die Rabensteiner zu Döhlau hinzu. Am 1. Mai 1978 wurde die Gemeinde in die Stadt Rehau eingegliedert.

## Kultur und Sehenswürdigkeiten

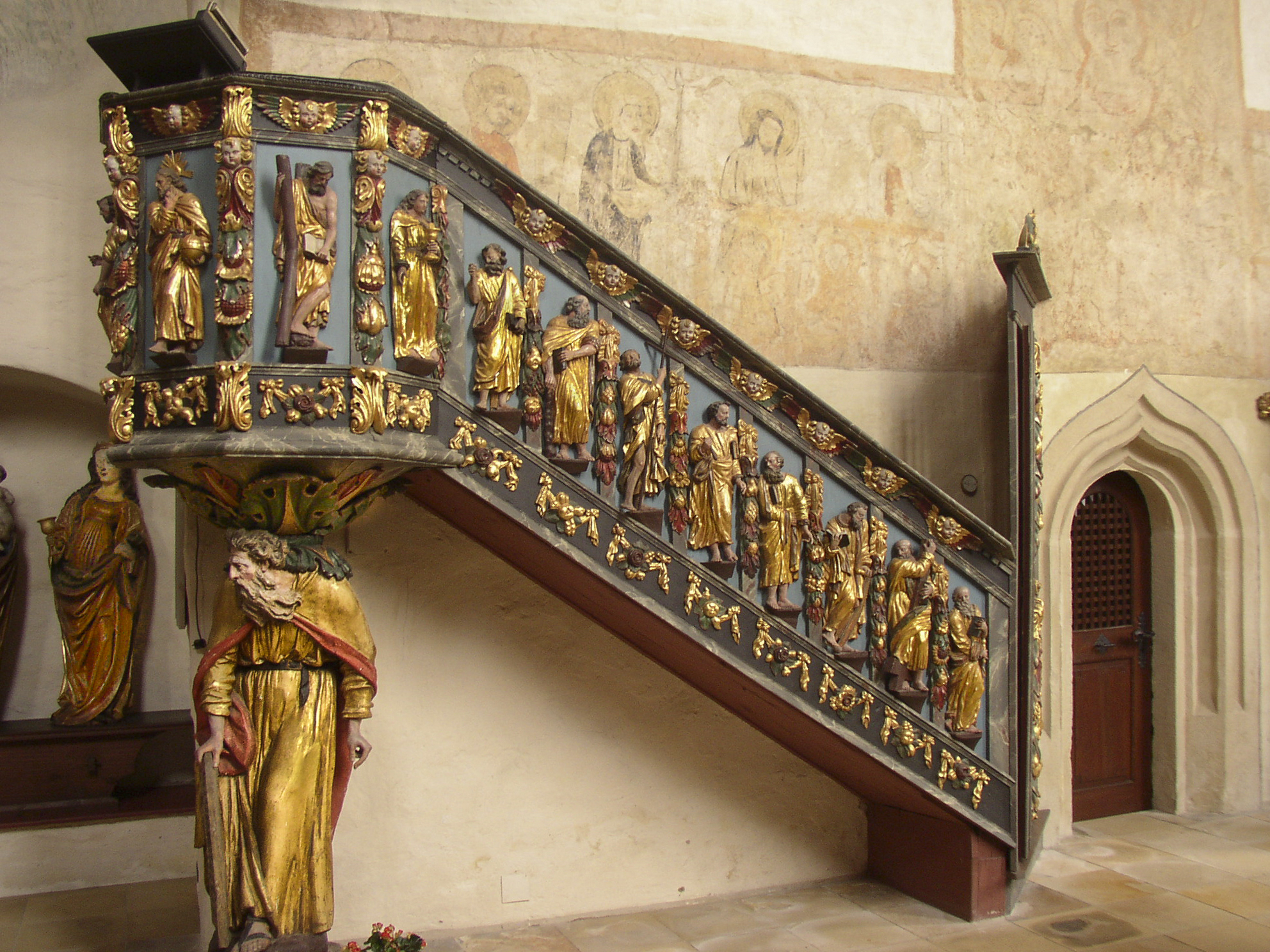
Kanzelaufbau

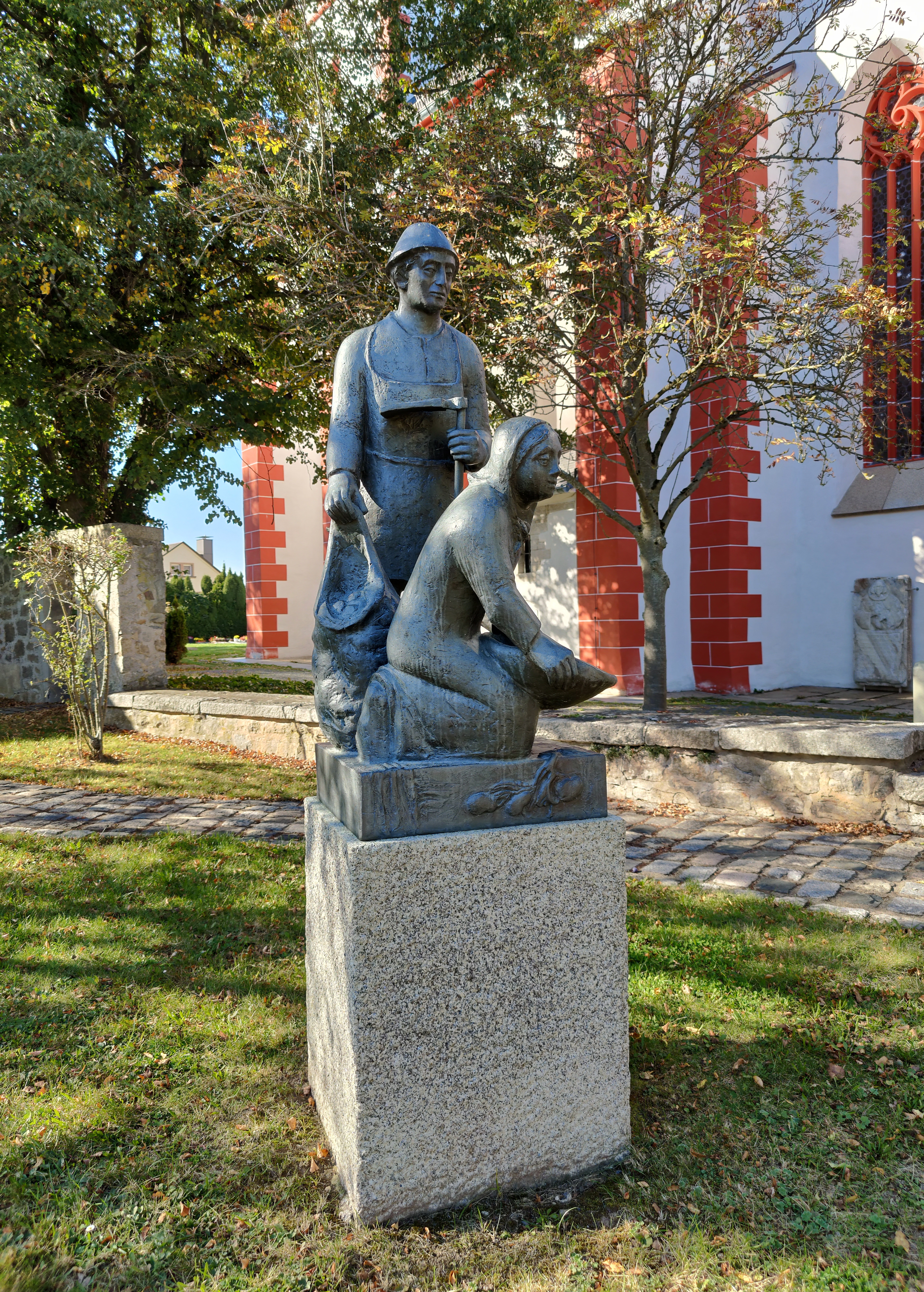
Kartoffeldenkmal im Kirchhof

Sehenswert ist die evangelisch-lutherische Pfarrkirche mit Freskenresten aus gotischer Zeit und reicher Ausstattung von großer Einheitlichkeit aus dem Barock um 1700. 1473 war der Bau des Langhauses abgeschlossen, aus dieser Zeit dürfte der Großteil der Wandmalereien stammen, von denen 16 Figuren beziehungsweise Szenen freigelegt sind, unter anderem eine seltene Darstellung des Volto Santo mit dem Spielmannswunder, außerdem meist Marienfiguren und Heiligenbilder. Den Altar schuf der Bayreuther Bildhauer Elias Räntz von 1710/11 mit Darstellung des Erlösungswerkes Jesu vom Abendmahl bis zum himmelfahrenden Christus. Der Kanzelaufbau ist reich an Figuren; die Brüstungsflächen der Emporen tragen 76 gemalte Szenen. Die Kirche enthält eine gotische Sakramentsnische, die bilderreiche Barocktaufe von 1719, einen Taufstein aus dem 15. Jahrhundert, einen Pfarrstuhl von 1692 und Holzfiguren aus einem spätgotischen Flügelaltar mit Maria, Katharina, Barbara und Grabplatten aus den Jahren 1717/18. Die Orgel ist ein Werk des Kirchenlamitzer Orgelbauers und Schreiners Wilhelm Raithel von 1856.
Das Kartoffeldenkmal im Kirchhof wurde 1990 aufgestellt. Um 1647 begannen in Pilgramsreuth Hans Rogler und andere Bauern systematisch mit dem Feldanbau der Kartoffel, es handelte sich dabei um den frühesten bisher bekannten Kartoffelanbau in Deutschland. Die Bronzeplastik auf einem Steinsockel zeigt einen Bauersmann mit Kartoffelgrabegerät und eine kniende Bäuerin mit Kartoffelkorb, beide in bäuerlichen Gewändern des 17. Jahrhunderts. Nach Heimatforscher Arno Ritter aus Roßbach wurde die Kartoffel von Hans Rogler von Roßbach nach Pilgramsreuth gebracht. Er wertet dies als Beleg, dass Kartoffeln damals schon ein verbreitetes Nahrungsmittel in seinem Heimatort waren.